# Jacob Bruun Larsen
Jacob Bruun Larsen, född 19 september 1998, är en dansk fotbollsspelare som spelar för VfB Stuttgart.

## Karriär
I januari 2015 gick Bruun Larsen till Borussia Dortmund. Bruun Larsen gjorde sin Bundesliga-debut den 20 september 2017 i en 3–0-vinst över Hamburger SV, där han blev inbytt i den 84:e minuten mot Dan-Axel Zagadou. I januari 2018 lånades Bruun Larsen ut till VfB Stuttgart på ett låneavtal över resten av säsongen 2017/2018.
Den 31 januari 2020 värvades Bruun Larsen av 1899 Hoffenheim. Den 23 januari 2021 lånades Bruun Larsen ut till belgiska Anderlecht på ett låneavtal över resten av säsongen 2020/2021. Den 27 juli 2023 lånades han ut till nyuppflyttade Premier League-klubben Burnley på ett säsongslån.
Den 8 januari 2025 blev Bruun Larsen klar för en återkomst i VfB Stuttgart, där han skrev på ett 2,5-årskontrakt.